# Croix de Ségur
La croix de Ségur est une croix située à Ségur, en France.

## Localisation
La croix est située sur la commune de Ségur, dans le département français de l'Aveyron.

## Historique
L'édifice est classé au titre des monuments historiques en 1979.